# Энрике, Клисман
Клисман Энрике (порт. Klysman Henrique), полное имя Клисман Энрике де Соуза Силва (порт. Klysman Henrique de Sousa Silva; 10 сентября 1995, Бразилия) — бразильский футболист, нападающий бразильского клуба «Уберландия». Клисман является младшим братом нападающего Луваннора Энрике.

## Карьера
Клисман Энрике выступал в молодёжных командах таких бразильских клубов как «Интернасьонал» и «Флуминенсе». Первым профессиональный клубом в карьере футболиста стал тираспольский «Шериф» в 2014 году. В официальных матчах за молдавский клуб дебютировал 21 мая 2014 года в игре чемпионата против «Тирасполя». В феврале 2015 года Клисман и «Шериф» расторгли контракт по обоюдному согласию.

## Личная жизнь
Брат Луваннор также футболист, выступает на позиции нападающего.

## Достижения
- Чемпион Молдавии (1): 2013/14
- Финалист Суперкубка Молдавии (1): 2014
- Финалист Кубка Молдавии (1): 2013/14